# Ак-Джар (Кара-Сууский район)
Ак-Джар (кирг. Ак-Жар) — село в Кара-Сууском районе Ошской области Кыргызстана. Входит в состав Кызыл-Сууского айылного аймака.

## География
Село расположено в северо-западной части области, на правом берегу реки Талдык, на расстоянии приблизительно 22 километров (по прямой) к юго-востоку от города Кара-Суу, административного центра района. Абсолютная высота — 1347 метров над уровнем моря.

## Население
Согласно оценочным данным Национального статистического комитета Кыргызской Республики, на начало 2023 года постоянное население в селе отсутствовало.
| год     | 2009 | 2014 | 2015 | 2020 | 2021 | 2023 |
| ------- | ---- | ---- | ---- | ---- | ---- | ---- |
| человек | 1065 | 1126 | 1147 | 0    | 0    | 0    |